# ユビキタス・コミュニケータ
ユビキタス・コミュニケータとは、個人がユビキタスコンピューティングによるシステムから情報を得る為の端末機器の事。
東京大学教授の坂村健が提唱する「どこでもコンピュータ」の基礎技術として研究が進められているハードウェア「T-Engineボード」、リアルタイムオペレーティングシステムの「T-Kernel」、TRONプロジェクトの1つでセキュリティに関するアーキテクチャ「eTRON」などのプラットフォームと、RFIDの技術を応用してユビキタスコンピューティングを実現する為に開発された、個人情報端末。従来のPDAのような形にとどまらず、携帯電話型の試作機も開発されている。
ユビキタス・コミュニケータの情報の流れは、略図の通り。
1. ユビキタス・コミュニケータ (以下、UC) がICタグ又はバーコードをスキャンし、個体のID番号（ユビキタスID）を読みとる
2. ユビキタスIDをユビキタスIDセンター内のサーバへ問い合わせる
3. 個体の情報を持つサーバの所在をUCへ伝える
4. 個体の情報を持つサーバへ単体のIDを送信する
5. 個体の情報を持つサーバ内で単体のIDを基に検索された単体の情報を、UCへ送信する
6. 単体の情報を表示

通信を行う場合、eTRON認証プロトコルによってセキュリティが保たれており、UCが持つコンテキストも含めた情報がやりとりされる。